# Industrial and Mining Water Research Unit
O Industrial and Mining Water Research Unit (IMWaRU - Unidade de Pesquisa de água industrial e Mineração) é um grupo de pesquisa com sede na Escola de Química e Engenharia Metalúrgica pela Universidade de Witwatersrand, Joanesburgo.
A unidade lida com muitos problemas de água relacionados com a indústria e mineração.
Os membros do grupo tiveram apresentações em: 
- Water Institute of Southern Africa 2012 (Cidade do Cabo, África do Sul);[3]

- International Conference on Energy, Nanotechnology and Environmental Sciences 2013 (Joanesburgo, África do Sul)[4]

- International Conference on Power Science and Engineering 2013 (Paris, França);[5]

- Water in Mining 2013 (Brisbane, Australia);[6][7]

- Water in Mining 2014 (Viña del Mar, Chile);[8][9]

- Water Institute of Southern Africa 2014 (Mbombela, África do Sul)[10][11][12] e mais.

O grupo tem uma vasta gama de publicações de pesquisa nas áreas listadas abaixo:
- Wetlands construídos.[3]

- A pegada hídrica.[13][14]

- Drenagem ácida de mina.[15]

- Avaliação do ciclo de vida (ACV).[16][17]